# حزب دموکراتیک سوسیالیست مونته‌نگرو
حزب دموکراتیک سوسیالیست مونته‌نگرو ([Demokratska partija socijalista Crne Gore] Error: {{Lang-xx}}: اسکریپت: latn پشتیبانی نشده برای شناسه: en (راهنما)) حزب حاکم سیاسی در مونته‌نگرو است که از هنگام شکل‌گیری احزاب چند حزبی در سال ۱۹۸۰ در این کشور در قدرت است. این حزب در سال ۱۸۹۱ بر لیگ کمونیست‌های مونته‌نگرو که از زمان جمهوری فدرال سوسیالیستی یوگسلاوی و جنگ جهانی دوم قدرت را در دست داشتند چیره شد؛ و با شکل‌گیری نظام جدید نظام چند حزبی بنا نهاده شد و حزب دموکراتیک سوسیالیست‌ها قدرت سیاسی مسلط مونته‌نگرو را به دست گرفتند.